# Matthew Don
Matthew Andrew Hendrey "Matt" Don (Croydon, Inglaterra, 11 de octubre de 1993) es un baloncestista profesional inglés. Con una altura oficial de 2,01 metros, se desempeña en la posición de Ala-Pívot.

## Trayectoria deportiva
Comenzó su formación académica en el JUCO North Iowa Community College, de donde pasó en la temporada 2014/15 a la Universidad de Cameron para disputar con los Aggies la Division II de la NCAA.
En la temporada 2015/16 se traslada a España donde disputa la Liga EBA con el CB Virgen de la Concha, siendo uno de los jugadores más destacados del Grupo AB de dicha competición, el cual lideró en rebotes con una media de más de 12 por encuentro.
Firmó en la temporada 2016/17 con el Xuven Cambados de LEB Plata, completando la campaña con promedios de 9,4 puntos y 6,6 rebotes por partido. En 2017/18 es contratado por el Real Murcia Baloncesto, de la misma competición, mejorando sus registros hasta los 10,9 puntos y 7 rebotes.
En 2018/19 disputó la Liga británica con los Sheffield Sharks.
Ha sido internacional U20 con la selección de Gran Bretaña.